# Afričtí Svatoheleňané
Afričtí svatoheleňané nebo Svatoheleňané afrického původu (anglicky: African Saint Helenians) jsou obyvatelé Svaté Heleny, Ascensionu a Tristan da Cunhy, kteří jsou původem z Afriky (především ze západní Afriky).

## Přehled
Na Svaté Heleně, Ascensionu a Tristan da Cunha tvoří Afričané většinu, celkem jich tu žije 3864 (50% obyvatel). Afričtí svatoheleňané nejčastěji vyznávají křesťanství.